# هشام کلبی

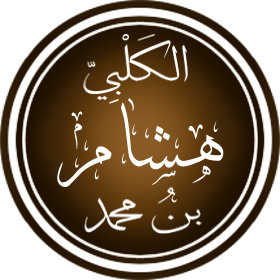

هشام کلبی با نام کامل «ابو منذر هشام پسر ابو النضر محمد پسر سائب، پسر بشر، پسر عمرو کلبی» (۷۳۷-۸۱۹م) (متوفی ۲۰۴ ق) تاریخ‌نگار عرب و از اعضای دارالحکمه بود که در مورد عرب قبل از اسلام نوشته است مخصوصا کتاب الاصنام او مشهور است. ابن ندیم در الفهرست تعداد آثار او را ۱۴۰ اعلام میکند و کتاب الاغانی مکررا از اطلاعات او سند میاورد. 

## زادگاه
وی در کوفه زاده شد و بیشتر عمر خود را در بغداد به سر برد.

## مذهب
وی که شیعه بود؛ می‌گوید: «بیمار شدم و در اثر بیماری هر چه می‌دانستم فراموشم شد. نزد جعفر بن محمد رفتم و نزد حضرتش بنشستم و آن حضرت دانش را در کاسه‌ای به من نوشانید و علمم بازآمد و فراموشی و نسیان از میان رفت».

## قضاوت در مورد او
تاریخ‌نویسانی که دربارهٔ عرب دورهٔ جاهلیت به پژوهش پرداخته‌اند، بیشتر اخبار خود را از محمد بن سائب و هشام کلبی نقل کرده‌اند. کلبی نزد شیعیان موثق است ولی برخی سنیان او را توثیق و برخی به خاطر تشیعش او را مطعون دانسته و مذمت کرده اند.
خطیب در تاریخ بغداد دربارهٔ هشام می‌نویسد: «هشام پسر محمد سائب کلبی، کسی است که حدیث از او نقل بشود؟ وی نسب‌دان و افسانه‌گو است، گمان نمی‌کنم که احدی از او حدیث نقل کند». بنابراین وی را «متروک الحدیث» خواندند؛ یعنی به حدیثی که او روایت کرده نباید توجه کرد.
اما علمایی همچون محمد بن سعد، و البلاذري، و محمد بن جرير الطبري، و المسعودي او را ثقه دانسته و از او نقل کرده‌اند. البلاذري بسیاری از مطالبش را در کتاب الأنساب از كتاب الجمهرة ایشان نقل کرده. و همچنین ياقوت الحموي بر کتب او، اعتماد داشته است، همچون افتراق العرب واشتقاق البلدان والأنساب والأصنام.

## آثار
بیشتر آثار هشام کلبی از بین رفته‌است و فقط کتابهای زیر از او به جا مانده‌است:
1. کتاب مثالب العرب
2. اسواق العرب:این کتاب را محمد حمید اللّه در سال ۱۹۳۵ میلادی در پاریس انتشار داده و بروکلمن نیز آن را جزو آثار هشام کلبی یاد کرده‌است.
3. کتاب اخبار بکر و تغلب
4. الجمهرة فی النسب یا کتاب النسب الکبیر. یاقوت حموی کتاب جمهرة النسب را مختصر نموده، و آن را «المقتضب من کتاب جمهرة النسب» نامیده‌است.
5. کتاب انساب الخیل یا کتاب نسب فحول الخیل، فی الجاهلیة و الإسلام:این کتاب دربارهٔ نژاد اسبان در زمان جاهلیت و اسلام تألیف شده‌است و هر چند در حجم خرد می‌نماید، اما دانشی بس فراوان دربردارد.
6. کتاب الأصنام که آن را تنکیس الأصنام (واژگون کردن بتان) نیز خوانده‌اند؛ این کتاب تاریخ مختصر نحوه پرستش عرب و بتان ایشان در دوره جاهلیت و قدیمترین نوشتار و کتاب مستقل در این باره‌است.[۳]

## درگذشت
وفات او را ۲۰۲ یا ۲۰۴ ق گفته اند.